# ال کولخیو
ال کولخیو (به اسپانیایی: El Colegio) یک سکونتگاه مسکونی در کلمبیا است که در بخش کوندینامارکا واقع شده‌است.